# Meridià 115 a l'est
El meridià 115 a l'est de Greenwich és una línia de longitud que s'estén des del pol Nord travessant l'oceà Àrtic, Àsia, l'oceà Índic, l'oceà Antàrtic i l'Antàrtida fins al pol Sud.
El meridià 115 a l'est forma un cercle màxim amb el meridià 65 a l'oest. Com tots els altres meridians, la seva longitud correspon a una semicircumferència terrestre, uns 20.003,932 km. Al nivell de l'Equador, és a una distància del meridià de Greenwich de 12.802 km.
Entre Austràlia i el paral·lel 60° sud forma el límit occidental de la zona lliure d'armes nuclears del Pacífic Sud.

## De Pol a Pol
Començant en el pol Nord i dirigint-se cap al pol Sud, aquest meridià travessa:
| Coordenades                               | País, territori o mar        | Notes |
| ----------------------------------------- | ---------------------------- | --- |
| 90° 0′ N, 115° 0′ E / 90.000°N,115.000°E  | Oceà Àrtic                   | |
| 78° 56′ N, 115° 0′ E / 78.933°N,115.000°E | Mar de Làptev                | |
| 73° 38′ N, 115° 0′ E / 73.633°N,115.000°E | Rússia                       | Sakhà Óblast d'Irkutsk — des de 60° 14′ N, 115° 0′ E / 60.233°N,115.000°E Buriàtia — des de 56° 58′ N, 115° 0′ E / 56.967°N,115.000°E Krai de Zabaikàlie — des de 54° 2′ N, 115° 0′ E / 54.033°N,115.000°E |
| 50° 11′ N, 115° 0′ E / 50.183°N,115.000°E | Mongòlia                     | |
| 45° 24′ N, 115° 0′ E / 45.400°N,115.000°E | República Popular de la Xina | Mongòlia Interior Hebei – des de 41° 34′ N, 115° 0′ E / 41.567°N,115.000°E Henan – des de 36° 3′ N, 115° 0′ E / 36.050°N,115.000°E Shandong – des de 35° 16′ N, 115° 0′ E / 35.267°N,115.000°E Henan – des de 34° 57′ N, 115° 0′ E / 34.950°N,115.000°E Anhui – per uns 18 km des de 33° 3′ N, 115° 0′ E / 33.050°N,115.000°E Henan – des de 32° 52′ N, 115° 0′ E / 32.867°N,115.000°E Hubei – des de 31° 28′ N, 115° 0′ E / 31.467°N,115.000°E Jiangxi – des de 29° 32′ N, 115° 0′ E / 29.533°N,115.000°E Guangdong – des de 24° 41′ N, 115° 0′ E / 24.683°N,115.000°E |
| 22° 42′ N, 115° 0′ E / 22.700°N,115.000°E | Mar de la Xina Meridional    | Passa a través de les disputades illes Spratly |
| 5° 2′ N, 115° 0′ E / 5.033°N,115.000°E    | Brunei                       | A l'illa de Borneo |
| 4° 53′ N, 115° 0′ E / 4.883°N,115.000°E   | Malàisia                     | Sarawak - A l'illa de Borneo |
| 2° 22′ N, 115° 0′ E / 2.367°N,115.000°E   | Indonèsia                    | A l'illa de Borneo |
| 4° 1′ S, 115° 0′ E / 4.017°S,115.000°E    | Mar de Java                  | |
| 7° 17′ S, 115° 0′ E / 7.283°S,115.000°E   | Mar de Bali                  | |
| 8° 10′ S, 115° 0′ E / 8.167°S,115.000°E   | Indonèsia                    | Illa de Bali |
| 8° 32′ S, 115° 0′ E / 8.533°S,115.000°E   | Oceà Índic                   | |
| 21° 27′ S, 115° 0′ E / 21.450°S,115.000°E | Austràlia                    | Austràlia Occidental – illa Thevenard |
| 21° 28′ S, 115° 0′ E / 21.467°S,115.000°E | Oceà Índic                   | |
| 21° 41′ S, 115° 0′ E / 21.683°S,115.000°E | Austràlia                    | Austràlia Occidental |
| 30° 14′ S, 115° 0′ E / 30.233°S,115.000°E | Oceà Índic                   | |
| 33° 50′ S, 115° 0′ E / 33.833°S,115.000°E | Austràlia                    | Austràlia Occidental |
| 34° 6′ S, 115° 0′ E / 34.100°S,115.000°E  | Oceà Índic                   | |
| 60° 0′ S, 115° 0′ E / 60.000°S,115.000°E  | Oceà Antàrtic                | |
| 66° 28′ S, 115° 0′ E / 66.467°S,115.000°E | Antàrtida                    | Territori Antàrtic Australià, reclamat per Austràlia |